# Episodi de Il fantasma e Molly McGee (seconda stagione)
La seconda ed ultima stagione della serie televisiva Il fantasma e Molly McGee, composta da 21 episodi, è stata trasmessa in prima visione negli Stati Uniti d'America da Disney Channel dal 1º aprile 2023 al 13 gennaio 2024.
In Italia la stagione è stata trasmessa su Disney+ dal 13 dicembre 2023 al 28 agosto 2024.
| nº | Titolo originale                 | Titolo italiano                       | Prima TV USA               | Prima TV Italia  |
| -- | -------------------------------- | ------------------------------------- | -------------------------- | ---------------- |
| 1  | The New (Para)Normal             | Il nuovo (para)normale                | 1º aprile 2023             | 13 dicembre 2023 |
| 2  | Book Marks the Sprite            | Un pezzo d'epoca                      | 2 aprile 2023 (Disney+)    | 13 dicembre 2023 |
| 2  | Double, Double, Darryl & Trouble | C'è sempre il sole a Sunnnyland       | 2 aprile 2023 (Disney+)    | 13 dicembre 2023 |
| 3  | Faint of Art                     | Arte da capogiro                      | 2 aprile 2023 (Disney+)    | 13 dicembre 2023 |
| 3  | A Soda to Remember               | Una bibita da ricordare               | 2 aprile 2023 (Disney+)    | 13 dicembre 2023 |
| 4  | A Period Piece                   | Una questione ciclica                 | 2 aprile 2023 (Disney+)    | 13 dicembre 2023 |
| 4  | It's Always Sunny in Sunnyland   | C'è sempre il sole a Sunnnyland       | 2 aprile 2023 (Disney+)    | 13 dicembre 2023 |
| 5  | I Wanna Dance with Some-Ollie    | Voglio ballare con Ollie              | 2 aprile 2023 (Disney+)    | 13 dicembre 2023 |
| 5  | Davenport's on Demand            | Davenport su richiesta                | 2 aprile 2023 (Disney+)    | 13 dicembre 2023 |
| 6  | A Doll to Die For                | Una bambola per cui morire            | 6 maggio 2023              | 24 aprile 2024   |
| 6  | The (After)life of the Party     | L'aldilà della festa                  | 6 maggio 2023              | 24 aprile 2024   |
| 7  | Frightmares on Main Street       | I Frightmares in città                | 13 maggio 2023             | 24 aprile 2024   |
| 8  | The Unhaunting of Brighton Video | La dis-infestazione di Brighton Video | 20 maggio 2023             | 24 aprile 2024   |
| 8  | 100% Molly McGee                 |                                       | 20 maggio 2023             | 24 aprile 2024   |
| 9  | All Shark No Bite                | Tutto squalo niente morsi             | 28 giugno 2023 (Disney+)   | 24 aprile 2024   |
| 9  | Nin-dependence                   | Nin-dependenza                        | 28 giugno 2023 (Disney+)   | 24 aprile 2024   |
| 10 | Like Father Like Libby           | Tale padre tale Libby                 | 28 giugno 2023 (Disney+)   | 5 giugno 2024    |
| 10 | Dance Dad Revolution             | Il manuale di Libby sulle tartarughe  | 28 giugno 2023 (Disney+)   | 5 giugno 2024    |
| 11 | Jinx!                            | Jinx!                                 | 22 luglio 2023             | 5 giugno 2024    |
| 11 | Let's Play Turnipball!           | Giochiamo A Schiaccialarapa!          | 22 luglio 2023             | 5 giugno 2024    |
| 12 | The Ghost IS Molly McGee         | Il fantasma è Molly McGee             | 29 luglio 2023             | 5 giugno 2024    |
| 12 | All in the Mind                  | Tutto nella testa                     | 29 luglio 2023             | 5 giugno 2024    |
| 13 | Carbon Zero Heroes               | Eroi a impatto zero                   | 5 agosto 2023              | 5 giugno 2024    |
| 13 | Davenport's in Demise            | Davenport chiude                      | 5 agosto 2023              | 5 giugno 2024    |
| 14 | Web of Lies                      | Raganatela di bugie                   | 12 agosto 2023             | 5 giugno 2024    |
| 14 | Kenny's Falling Star             | La stella cadente di Kevin            | 12 agosto 2023             | 5 giugno 2024    |
| 15 | Welcome to NecroComic-Con        | Benvenuti al NecroComic-Con           | 28 ottobre 2023            | 28 agosto 2024   |
| 15 | Fit to Print                     | Notizie interessanti                  | 28 ottobre 2023            | 28 agosto 2024   |
| 16 | Smile Valley Farm                | La fattoria della valle del sorriso   | 4 novembre 2023            | 28 agosto 2024   |
| 16 | The Grand Gesture                | Il gesto eclatante                    | 4 novembre 2023            | 28 agosto 2024   |
| 17 | The Many Lives of Scratch        | Le tante vie di Scratch               | 11 novembre 2023           | 28 agosto 2024   |
| 17 | Alaka-Sham!                      | Alaka-truffa!                         | 11 novembre 2023           | 28 agosto 2024   |
| 18 | F.O.N.A.A.!                      | Il fantasma irrascibile               | 15 novembre 2023 (Disney+) | 28 agosto 2024   |
| 18 | Game On                          | I giochi abbiano inizio               | 15 novembre 2023 (Disney+) | 28 agosto 2024   |
| 19 | White Christmess                 | Pasticcio del bianco Natale           | 1º dicembre 2023           | 28 agosto 2024   |
| 19 | Perfect Day                      | Il giorno perfetto                    | 1º dicembre 2023           | 28 agosto 2024   |
| 20 | Jinx vs. The Human World         | Jinx contro il mondo degli umani      | 13 gennaio 2024            | 28 agosto 2024   |
| 21 | The End                          | La fine                               | 13 gennaio 2024            | 28 agosto 2024   |